# Tom Nütten
Thomas R. Nütten (* 8. Juni 1971 in Toledo, Ohio) ist ein ehemaliger US-amerikanischer American-Football- und Canadian-Football-Spieler. Er spielte als Guard unter anderem bei den Amsterdam Admirals in der NFL Europe und den St. Louis Rams in der National Football League (NFL).
Mit den Rams gewann er den Super Bowl XXXIV.

## Jugend / College
Nütten wurde als Sohn einer Deutschen und eines Belgiers in Ohio geboren. Er wuchs zunächst in Deutschland bei seiner Mutter in Oelde auf. Dort spielte er Handball beim TV Jahn Oelde und in einer Bezirksauswahl. Mit 16 Jahren zog er zu seinem Vater nach Lennoxville, Québec.
An der Champlain Highschool in Lennoxville, (Kanada) spielte er Rugby und Eishockey und später auch American Football.
Von 1991 bis 1994 studierte Nütten an der Western Michigan University in Kalamazoo, Michigan und spielte College Football für die Western Michigan Broncos. Er ist der erste Spieler des Colleges, dem es später gelang, den Super Bowl zu gewinnen.
In Nordamerika wurde aus Thomas Nütten dann Tom Nutten. Diese Verunstaltung des Nachnamens missfiel vor allem Toms Mutter, so dass er die fehlenden Punkte des "ü" einfach auf das Trikot aufklebte und so als Tom Nütten bekannt wurde.

## Profi

### Buffalo Bills (NFL) und Hamilton Tiger-Cats (CFL)
Nütten wurde in der siebten Runde des NFL Drafts 1995 von den Buffalo Bills an 221. Stelle ausgewählt.
In Buffalo kam er nur in einem Spiel zum Einsatz (am 15. Oktober 1995 beim 27:21-Sieg gegen die Seattle Seahawks) und wechselte daraufhin 1997 zu den Hamilton Tiger-Cats in die Canadian Football League (CFL).

### Amsterdam Admirals (NFL Europe)
Mit 26 Jahren wechselte Nütten 1998 in die NFL Europe. Bei den Amsterdam Admirals traf er dann auf den Spieler, mit dem er später bei den Rams die größten Erfolge feierte, Quarterback Kurt Warner.
In Amsterdam kam Nütten in allen zehn Spielen zum Einsatz und hatte die Möglichkeit als Guard, aber auch als Center, Erfahrungen zu sammeln. Die Admirals hatten mit 3281 Yards die beste Offense der Liga. Nach der Saison wechselte er mit Warner zu den St. Louis Rams.

### St. Louis Rams (NFL)
Verletzungsbedingt kam Nütten in seiner ersten Saison bei den Rams nur zu fünf Einsätzen. In der Saison 1999 stand er dann aber fast die gesamte Saison (14 von 16 Spielen) über als Starter auf dem Platz. In den Play-offs zogen die Rams mit Warner und Nütten unter ihrem Head Coach Dick Vermeil in den Super Bowl XXXIV in Atlanta ein. Sie gewannen den Super Bowl gegen die Tennessee Titans mit 23:16. Weil er aber nach eigenen Angaben keinen deutschen Pass besitzt, gilt er nicht als zweiter deutscher Super-Bowl-Champion. Warner, der von Nütten bei seinen Passspielzügen beschützt wurde, wurde zum Super Bowl MVP gewählt. In der Saison 2001 zogen die Rams erneut in den Super Bowl ein. Sie verloren jedoch überraschend im Super Bowl XXXVI gegen die New England Patriots in New Orleans mit 17:20. Die Offense der Rams aus diesen Jahren ging unter dem Namen The Greatest Show on Turf in die Geschichte der NFL ein.
Nach einem Wadenbeinbruch konnte Nütten in der Saison 2002 nur elf Spiele bestreiten.
Zur Saison 2003 wechselte er zu den New York Jets und unterschrieb einen Dreijahresvertrag über 3,6 Millionen US-Dollar.
Aufgrund von Verletzungen und nach dem Verlust seines Stammplatzes an Brent Smith, beendete er aber noch vor Beginn der Regular Season seine Karriere.
Zur Saison 2004 folgte dann der Rücktritt vom Rücktritt und Tom Nütten heuerte für das Mindestgehalt (für Veterans) von 535.000 Dollar wieder bei den Rams an. Er kam in der Saison in 8 Spielen (6 als Starter) zum Einsatz – ebenso in der Saison 2005, bevor er mit 33 Jahren seine aktive Karriere beendete.

## Nach der NFL
Nach der Zeit in der NFL arbeitete Nütten als Kolumnist und Moderator im Fernsehen. Er war Co-Kommentator bei Übertragungen des Super Bowls in Deutschland. Vor seinem zweiten Engagement bei den Rams war Nütten im Frühjahr 2004 als Assistenztrainer bei den Cologne Centurions in der NFL Europe aktiv.

## Privat
Nütten lebt mit seiner Frau und drei gemeinsamen Kindern, zwei Söhnen und einer Tochter, in Florida, wo er ein Restaurant betreibt.